# Джон Ло
Джон Ло (англ. John Law of Lauriston; 21 квітня 1671, Единбург — 21 березня 1729, Венеція) — шотландський фінансист, засновник Banque générale і творець так званої «системи Ло».
Народжений в сім'ї ювеліра, Джон Ло з юності вів широкий спосіб життя. Цей спосіб життя вимагав грошей, а грошей завжди не вистачало. Джон Ло був молодий і красивий (навіть заробив прізвисько Beau Law), був бретером і гультіпакою, примудрився потрапити у в'язницю і втекти з неї. Джон Ло був романтиком і знайшов романтику в банківській справі. І він випередив у розумінні суті банківської справи свій час на століття: лише у 1971 р. світ остаточно перейде до системи фіатних грошей, не забезпечених золотом, що занурить його у епоху постійної інфляції.
Для виходу Шотландії з економічної кризи Джон Ло запропонував реформу системи грошового обігу. Проєкт Ло був викладений у книзі, яка вийшла в 1705 році в Единбурзі і названа їм «Гроші і торгівля, розглянуті у зв'язку з пропозицією про забезпечення нації грошима». Ло стверджував, що джерелом економічного процвітання є достаток грошей у країні. Гроші повинні бути не металевими, а кредитними, створюватися банком відповідно до потреб господарства, інакше кажучи, паперовими: «Використання банків — найкращий спосіб, який дотепер застосовувався для збільшення кількості грошей».

## Система Ло
Система Ло доповнювалася ще двома принципами, значення яких важко переоцінити.
- По-перше, для банків він передбачав політику кредитної експансії, тобто надання позичок, що у багато разів перевищували запас металевих грошей у банку.
- По-друге, він вимагав, щоб банк був державним і проводив економічну політику держави.

Кредит відіграє найважливішу роль у розвитку капіталістичного виробництва, і Ло був одним з перших, хто побачив це. Але у такому принципі закладена небезпека для стійкості банківської системи. Банки схильні «зариватися», розширяти свої позики заради прибутків. Звідси й можливість їх краху, який може мати для економіки дуже важкі наслідки. Інша небезпека, або, скоріше, інший аспект цієї небезпеки, — експлуатація надзвичайних можливостей банків державою. Що станеться, якщо банку доведеться розширювати випуск своїх банкнот не для задоволення дійсних потреб господарства, а просто для покриття дефіциту у державному бюджеті? Слово «інфляція» ще не було винайдено, але саме вона загрожувала й банку, і країні, у якій він би діяв.

## Джон Ло в Парижі

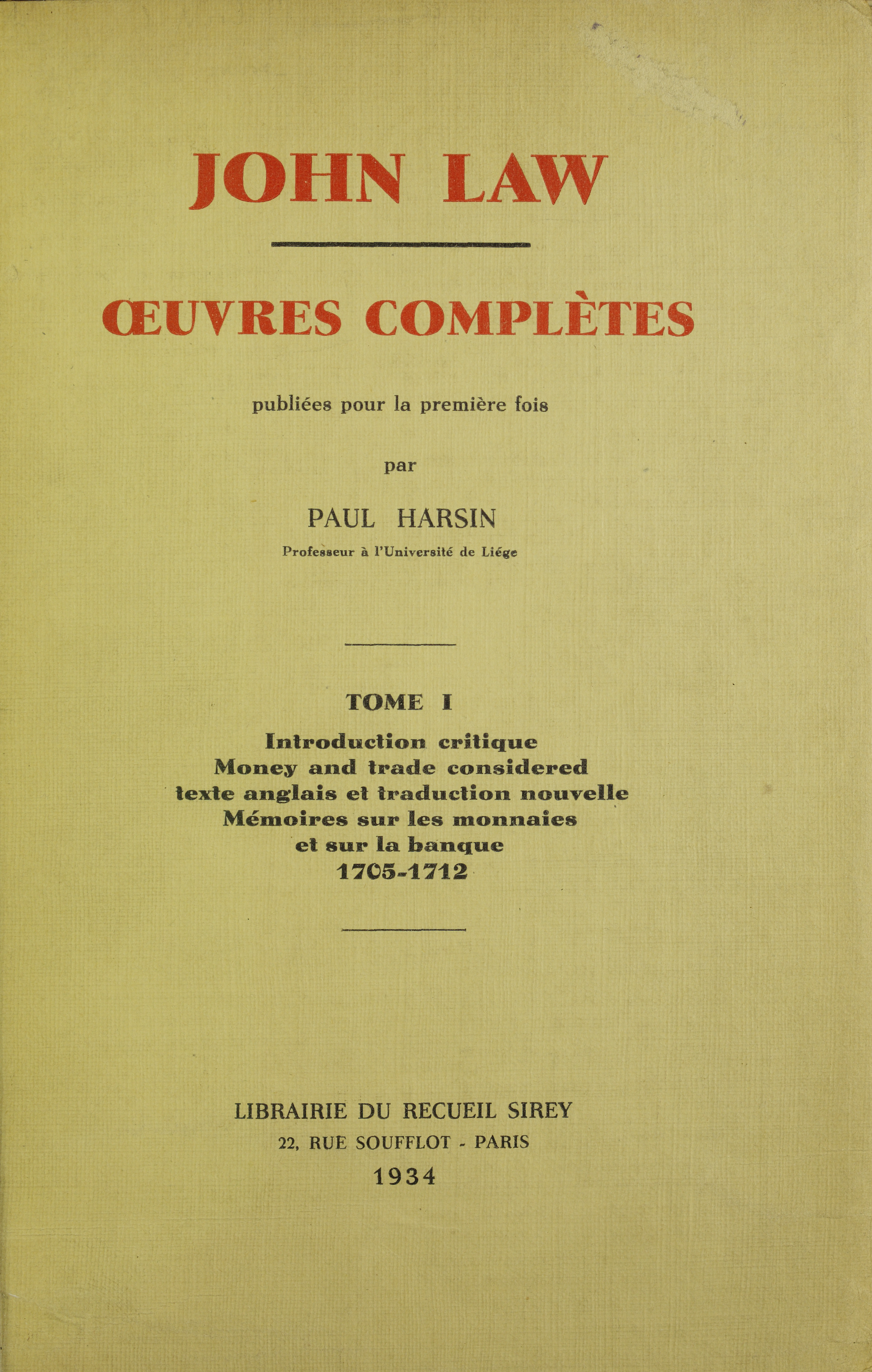
Money and trade considered, with a proposal for supplying the Nation with money', 1934

Джон Ло, не зумівши знайти умови для реалізації свого блискучого проєкту в Англії, Шотландії, Савойї і Лігурії, з'явився, зрештою, у Парижі.
Після смерті Людовика XIV Франція була напередодні фінансового банкрутства. Король-сонце залишив грандіозний борг, розвалену переслідуваннями гугенотів економіку, занедбані фінанси. Все це отримав у спадок його племінник — регент Філіп Орлеанський. Новому регенту потрібні були гроші.
Ло довелося відмовитися від ідеї державного банку й погодитися на приватний акціонерний банк. Втім, це був лише обхідний маневр: із самого початку банк був тісно пов'язаний з державою. Заснований у травні 1716 року Загальний банк у перші два роки своєї діяльності мав приголомшливий успіх.
Наприкінці 1717 року була створена «Західна компанія», яка отримала монополію на торгівлю з французькими колоніями в Новому Світі. Оскільки більшість цих володінь були розташовані в долині річки Міссісіпі, між собою французи іменували «міссісіпською». Її акції були повністю оплачені державними облігаціями. В 1719 році «Західній компанії» були інші торговельні компанії на кшталт Ост-Індської, а сама вона стала іменуватися «Компанією Індій». ЇЇ акції продавалися вони лише за дзвінку монету, натомість для купівлі цінних паперів кожної наступної серії треба було пред'явити акції попереднього випуску.
Банку, за думкою Ло, належало забезпечувати пропозицію грошей і підтримувати низький рівень відсотка за позиками, що мало стимулювати господарську активність. Що стосується компанії, то хоч вона формально і створювалася для підтримки колоній, але свої права і привілеї отримала під зобов'язання з управління державним боргом. Фактично Компанія ставала посередником між скарбницею і її кредиторами, запропонувавши останнім конвертувати цінні папери в акції компанії.
Система Ло запрацювала — кредит став дешевим. Промисловість і торгівля прийшли в рух, скарбниця звільнилася від основної частини державного боргу. Однак ефект виявився недовгим.

## Крах системи Джона Ло і подальший розвиток
Численні вороги й недоброзичливці й просто далекоглядні спекулянти поспішали позбутися і від акцій, і від банкнот. Ло відповів на це підтримкою твердого курсу акцій і обмеженням розміну банкнот на метал. Однак через те, що для підтримки акцій були потрібні гроші, Ло друкував їх дедалі більше й більше. Численні розпорядження, які він видавав у ці місяці, вказують на ознаки розгубленості. Ло опинився в безвиході, система гинула. До осені 1720 року банкноти, що перетворилися в інфляційні паперові гроші, коштували не більше чверті своєї загальної вартості у сріблі. Ціни всіх товарів істотно зросли. У Парижі бракувало продовольства, посилювалося народне обурення. З листопада банкноти перестали бути законним платіжним засобом. Почалася ліквідація системи. На цих останніх рубежах Ло продовжував вести завзяту боротьбу. У липні він ледь урятувався від розлюченої юрби, що вимагала обміну знецінених папірців на повноцінні гроші, й з труднощами знайшов порятунок у палаці регента. У середині грудня 1720 року Джон Ло із сином, залишивши у Парижі дружину, доньку й брата, таємно виїхав у Брюссель. Усе його майно було незабаром конфісковане й використане для задоволення вимог кредиторів.
Але ідеї Джона Ло не загинули. З розвитком великих акціонерних товариств, що захопили панівні позиції в цілих галузях промисловості, із зростанням гігантських банків і їх злиттям із промисловими монополіями на межі XIX і XX століть утворився фінансовий капітал.